# ماثكاد
ماثكاد (بالإنجليزية: Mathcad)‏ هو برنامج حاسوب أنشئ أساساً لعمل الإحصاءات والبراهين والوثائق ثم أعيد استخدامه في الحسابات الهندسية. قدم لأول مرة عام 1986 ليعمل على نظام تشغيل دوس وكان مستخدماً آنذاك لتسجيل الحساب الرياضية وإجرائها آلياً.

## التسمية
ينقسم الاسم إلى قسمين ماث (بالإنجليزية: Math)‏ وهي اختصار لكلمة رياضيات (بالإنجليزية: Mathematics)‏ وكلمة كاد (بالإنجليزية: CAD)‏ وهي اختصار تصميم بمساعدة الحاسوب(بالإنجليزية: Computer-aided design)‏ .